# Coteaux-du-Blanzacais
Coteaux-du-Blanzacais község Franciaország Új-Aquitania régiójában, Charente megyében. Új községként 2017. január 1-jén jött létre két korábbi község: Blanzac-Porcheresse és Cressac-Saint-Genis egyesítésével. 2019. január 1-jén Saint-Léger korábbi községet is hozzácsatolták. Lakosainak száma 1000 fő (2022. január 1.).

## Népesség
| Lakosok száma | 931  | 1033 | 1018 | 1003 | 997  | 985  | 1000 |
|               | 2015 | 2017 | 2018 | 2019 | 2020 | 2021 | 2022 |